# Ain't Them Bodies Saints
Ain't Them Bodies Saints es una película independiente de los Estados Unidos escrita y dirigida por David Lowery. Sus protagonistas son Rooney Mara y Casey Affleck.
Ain't Them Bodies Saints debutó en el Festival de Sundance 2013, donde fue nominada al Gran Premio del Jurado y recibió el premio a la mejor fotografía en la categoría Drama de los Estados Unidos. Fue seleccionada para competir en la Semana Internacional de la Crítica del Festival de Cannes 2013. Su estreno en los cines estadounidenses fue el 16 de agosto de 2013.

## Argumento
Bob Muldoon (Casey Affleck) y Ruth Guthrie (Rooney Mara) son dos fugitivos que huyen de la justicia. Su ola de crímenes llega a un abrupto final en las colinas de Texas cuando Ruth hiere gravemente a un oficial durante un tiroteo con la policía. Para evitar que su amada esposa vaya a prisión, Bob se autoinculpa y recibe una dura sentencia. Años después, cuando él se entera de que Ruth ha dado a luz a la hija de ambos, hace un atrevido escape de la cárcel y corre para estar con ellas cueste lo que cueste.

## Reparto
- Casey Affleck como Bob Muldoon.
- Rooney Mara como Ruth Guthrie.
- Ben Foster como Patrick Wheeler.
- Rami Malek como Will.
- Keith Carradine como Skerritt.
- Charles Baker como Bear.
- Nate Parker como Sweeter.

## Recepción

### Crítica
La película recibió opiniones mayoritariamente positivas de los críticos tras su estreno. En el sitio web Rotten Tomatoes mantiene un 77% de aprobación sobre la base de setenta y siete reseñas profesionales. El consenso del sitio es:

While conventional in plot, Ain't Them Bodies Saints is a visually poetic film that pays homage to the New Hollywood directors of the 1970s and promises big things from director David Lowery.
Aunque es convencional en su argumento, Ain't Them Bodies Saints es un filme visualmente poético que rinde homenaje a los directores del Nuevo Hollywood de los años 1970 y promete grandes cosas del director David Lowery.

En la páginaMetacritic, la cinta ha obtenido setenta y cinco puntos, de un máximo de cien, sobre la base de veintidós críticas. En el sitio Internet Movie Database, en tanto, el público le ha otorgado una calificación de 6,8 de un máximo de 10.

### Taquilla
Después de su estreno limitado en tres salas de los Estados Unidos, Ain't Them Bodies Saints recaudó $26 419 dólares.